# Astylosternus ranoides
Astylosternus ranoides är en groddjursart som beskrevs av Jean-Louis Amiet 1978. Astylosternus ranoides ingår i släktet Astylosternus och familjen Arthroleptidae. IUCN kategoriserar arten globalt som starkt hotad. Inga underarter finns listade.